# ضغط التربة (زراعة)

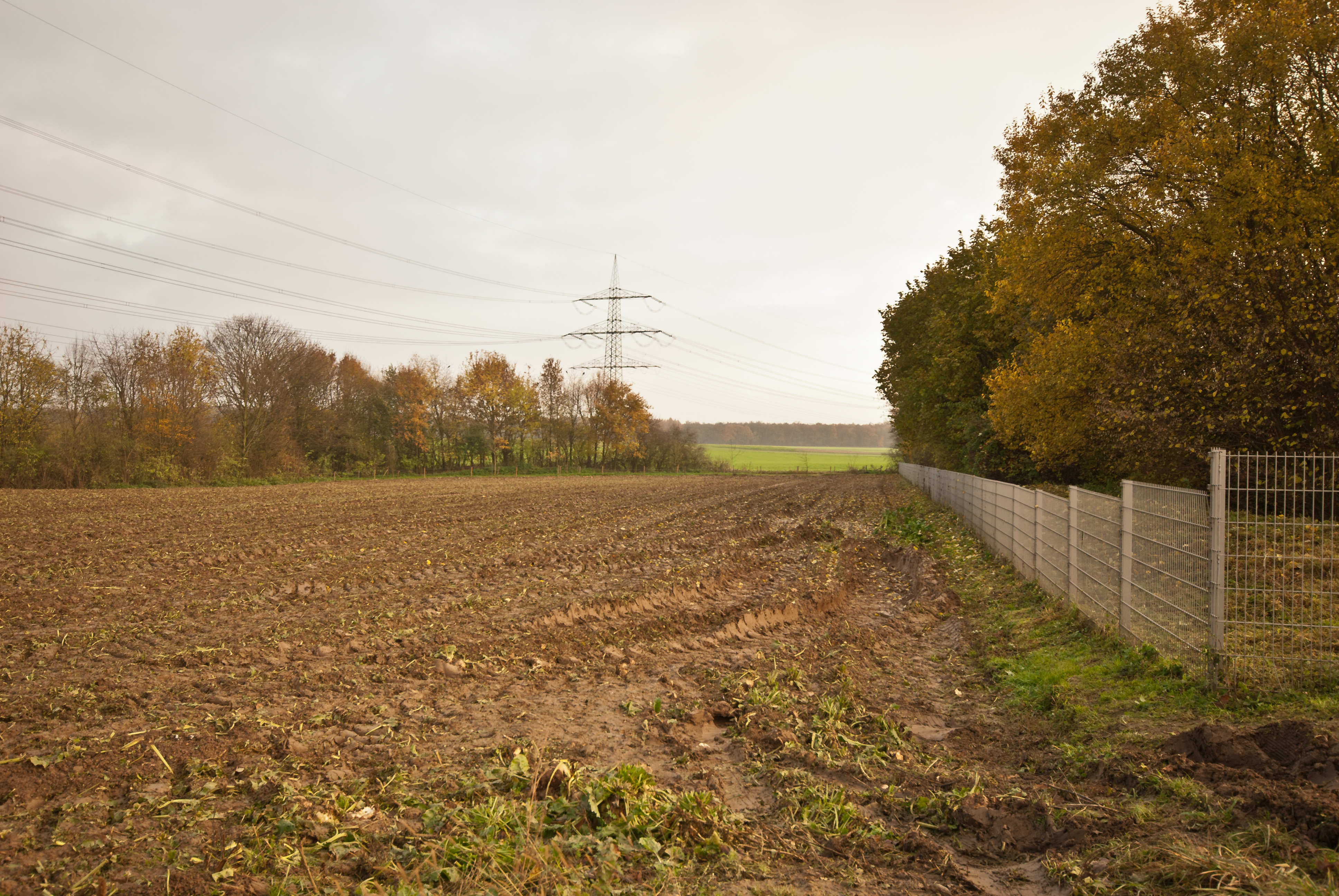
حصاد بنجر السكر في أواخر الخريف في حالة تربة رطبة جدًا ، تتسبب ممرات المعدات الزراعية في انضغاط التربة في التربة الطينية.

ضغط التربة (بالإنجليزية: Soil compaction (agriculture))‏، ويطلق عليه أيضًا مصطلح تدهور بنية التربة، هو زيادة الكثافة الظاهرية أو انخفاض مسامية التربة بسبب الأحمال المطبقة خارجيًا أو داخليًا. يمكن أن يؤثر الضغط سلبًا على جميع الخصائص والوظائف الفيزيائية والكيميائية والبيولوجية للتربة تقريبًا. إلى جانب تآكل التربة، يُنظر إليه على أنه «المشكلة البيئية الأكثر تكلفة والأكثر خطورة التي تسببها الزراعة التقليدية».
يعد ضغط التربة مشكلة معقدة تتفاعل فيها التربة والمحاصيل والطقس والآلات. يمكن أن يؤدي الضغط الخارجي الناتج عن استخدام الآلات الثقيلة والإدارة غير المناسبة للتربة إلى انضغاط التربة التحتية، الذي قد يؤدي إلى تكوين طبقات غير منفذة داخل التربة تقيد دورات المياه والمغذيات. كما يمكن أن تسبب هذه العملية آثارًا في الموقع مثل انخفاض نمو المحاصيل والغلة والجودة بالإضافة إلى التأثيرات خارج الموقع مثل زيادة جريان المياه السطحية وتآكل التربة وانبعاثات غازات الاحتباس الحراري وزيادة التغذية بالمغذيات وتقليل تغذية المياه الجوفية وفقدان التنوع البيولوجي.